# Abdelkrim al-Targui
Hamada Ag Hama, conocido como Abdelkrim Taleb o Abdelkrim al-Targui (Abdelkrim le Touareg), fue un líder yihadista maliense, emir del katiba Al Ansar de Al Qaeda en el Magreb Islámico. Durante la guerra de Mali, abatido por las fuerzas francesas en la noche del 17 al 18 de mayo de 2015. 

## Biografía
Originario de Kidal, Hamada Ag Hama era primo de Iyad Ag Ghali. En la década de 1990, se unió a la Dawa, una secta islamista, y unos años más tarde se unió a los yihadistas del GSPC, luego de AQMI al que terminó sumándose en 2010. 
Fue el primero bajo las órdenes de Abou Zeid. Sin embargo, cada vez más, los combatientes tuareg de Malí y Níger que se unieron a AQMI eran reacios a recibir órdenes de un argelino. Entonces se formó una nueva katiba, llamada Al Ansar o Ansar Al Sunnah. Abdelmalek Droukdel entrega el mando a Hamada Ag Hama.
El 30 de junio de 2010, tiende una emboscada a un convoy de gendarmes argelinos en Tin Zaouatine, cerca de la frontera con Malí. Once gendarmes son asesinados y un oficial de aduanas es capturado y será ejecutado dos meses después.
Según Béchir Bessnoun, un luchador tunecino de AQMI, arrestado en Malí en 2011 durante un intento de ataque contra la embajada francesa en Bamako, el rehén francés Michel Germaneau es ejecutado por la mano de Abdelkrim el Touareg, de un disparo en la cabeza, en Adrar Tigharghar en el Adrar des Ifoghas a finales de julio de 2010. Esta ejecución supuestamente se realizó por orden de Djamel Okacha y Abou Zeid en represalia por el ataque franco-mauritano durante la batalla de Akla.
El 24 de noviembre de 2011, dos franceses, Philippe Verdon y Serge Lazarevic, son secuestrados en Hombori, en Malí. Según fuentes de seguridad malienses y nigerinas, los perpetradores forman parte de la katiba de Hamada Ag Hama. Philippe Verdon es ejecutado en torno al 10 de marzo de 2013 de un disparo en la cabeza. Su cuerpo fue encontrado en julio. Según los combatientes del MNLA, el cuerpo de Philippe Verdon se localiza en el valle de Tahort, cerca del Adrar de Tigharghâr, conquistado en marzo por los franceses y los chadianos durante la batalla de Tigharghâr. 
El 29 de julio de 2012, en Aguelhok, los yihadistas apedrean a una pareja que concibió hijos fuera del matrimonio. Es -que se sepa- la única ejecución de este tipo cometida durante el conflicto en el norte de Malí. Según las fuentes, esta ejecución fue cometida por los hombres del katiba de Hamada Ag Hama o por elementos de Ansar Dine de Ibrahim Ag Inawalen.
El 2 de noviembre de 2013, dos periodistas franceses, Ghislaine Dupont y Claude Verlon, son secuestrados y fusilados por hombres armados cerca de Kidal. Cuatro días después, estos asesinatos son reivindicados por combatientes de la katiba Al Ansar. Según RFI, uno de los lugartenientes de Hamada Ag Hama, Sedane Ag Hita, conocido como "Abou Abdel Hakim al-Kidali", está directamente involucrado en esta acción.
El 9 de diciembre de 2014, Serge Lazarevic es liberado por AQMI probablemente con un rescate. Pero dos sobrinos de Abdelkrim al-Targui; Haïba Ag Achérif y Mohamed Ali Ag Wadoussène también fueron liberados a cambio del rehén francés.
En mayo de 2015, Abdelkrim al-Targui está localizado cerca de Boghassa por los servicios de inteligencia franceses. El 16 de mayo abandona una reunión donde una docena de yihadistas se habían reunido y viaja con Ibrahim Ag Inawalen y sus dos guardaespaldas. Su vehículo es atacado por soldados franceses en la noche del 17 al 18 de mayo de 2015, los cuatro yihadistas encuentran refugio en un escondite rocoso donde todos son abatidos después de varias horas de combate.